# Acanthophyllum grandiflorum
Acanthophyllum grandiflorum är en nejlikväxtart som beskrevs av John Ellerton Stocks. Acanthophyllum grandiflorum ingår i släktet Acanthophyllum och familjen nejlikväxter. Inga underarter finns listade i Catalogue of Life.